# Велика Козара
Вели́ка Козара (раніше — Козара, Козари) — село в Україні, у Романівській селищній територіальній громаді Житомирського району Житомирської області. Чисельність населення становить 382 особи (2001). У 1923—2020 роках — адміністративний центр колишньої однойменної сільської ради.

## Загальна інформація
Розташоване за 5 км від Романова та за 10 км від залізничної станції Печанівка.

## Населення
У 1906 році у селі налічувалося 862 мешканці, дворів — 149, у 1923 році — 194 двори та 885 мешканців.
Станом на 1972 рік кількість населення становила 509 осіб, дворів — 180.
Відповідно до результатів перепису населення СРСР, кількість населення, станом на 12 січня 1989 року, становила 368 осіб. Станом на 5 грудня 2001 року, відповідно до перепису населення України, кількість мешканців села становила 382 особи.

## Історія
Засноване на початку XVIII століття. Наприкінці 19 століття належало до православної парафії у містечку Романів, за 9 верст.
У 1906 році — сільце Романівської волості (4-го стану) Новоград-Волинського повіту Волинської губернії. Відстань до повітового центру, м. Новоград-Волинський, становила 63 версти, до волосного центру, міст. Романів — 5 верст. Найближче поштово-телеграфне відділення розташовувалося у Романові.
У березні 1921 року, в складі волості, увійшло до новоутвореного Полонського повіту Волинської губернії. У 1923 році включене до складу новоствореної Козарської (згодом — Великокозарська) сільської ради, яка, 7 березня 1923 року, включена до складу новоутвореного Миропільського (згодом — Романівський, Дзержинський, Романівський) району Житомирської (згодом — Волинська) округи, адміністративний центр ради. Розміщувалося за 14 верст від районного центру, міст. Миропіль.
На фронтах Німецько-радянської війни воював 121 селянин, з них 62 загинули, 54 нагороджено орденами й медалями. На їх честь у селі споруджено пам'ятник.
В радянські часи в селі розміщувалася центральна садиба колгоспу, який обробляв 1,3 га угідь, з них 1 тис. — рілля. Господарство вирощувало зернові культури та цукрові буряки, мало розвинуте м'ясо-молочне тваринництво.
В селі були восьмирічна школа, клуб, дві бібліотеки, медпункт.
12 червня 2020 року, відповідно до розпорядження Кабінету Міністрів України № 711-р «Про визначення адміністративних центрів та затвердження територій територіальних громад Житомирської області», територію та населені пункти Великокозарської сільської ради включено до складу Романівської селищної територіальної громади Житомирського району Житомирської області.

## Відомі люди
- Палій Володимир Васильович — старшина Збройних сил України, учасник російсько-української війни.